# Benjamin Purcell
Benjamin Harrison Purcell Jr. (14 tháng 2 năm 1928 - 2 tháng 4 năm 2013) là một Đại tá Lục quân Hoa Kỳ, doanh nhân và nhà lập pháp tiểu bang Hoa Kỳ.

## Tiểu sử
Benjamin Purcell sinh tại Quận Habersham, Georgia. Ông gia nhập Hải quân Hoa Kỳ năm 1946. Năm 1948, ông gia nhập chương trình ROTC của Lục quân Hoa Kỳ tại trường đại học Bắc Georgia và được bổ nhiệm làm sĩ quan. Ông phục vụ trong Chiến tranh Triều Tiên và tại Fort Benning.
Năm 1967, ông được gửi đến Việt Nam nơi ông là chỉ huy điều hành của Nhóm hỗ trợ chung 80 (80th General Support Group) tại Đà Nẵng. Ngày 8 tháng 2 năm 1968, Purcell bay trên một chiếc trực thăng UH-1D # 64-13894, bay từ căn cứ Đông Hà đến Đà Nẵng. Chiếc trực thăng đã bị hỏa lực của đối phương bắn rơi gần Quảng Trị. Purcell cùng 5 hành khách và phi hành đoàn khác đã bị Quân Giải phóng bắt giữ.
Purcell là sĩ quan quân đội cấp cao nhất bị bắt trong chiến tranh. Ông đã hai lần cố gắng trốn thoát khỏi sự giam cầm nhưng bị bắt lại cả hai lần và bị giam giữ cho đến ngày 27 tháng 3 năm 1973 khi ông được thả trong Chiến dịch Homecoming.
Sau khi ông nghỉ hưu khỏi quân đội năm 1980, ông phục vụ tại Hạ viện Georgia với tư cách của Đảng Dân chủ, đại diện cho Quận 9, bao gồm các khu vực xung quanh Dawsonville và Dahlonega từ năm 1993 đến 1997. Purcell và vợ đã viết một cuốn sách: Tình yêu & Bổn phận.  Ông cũng sở hữu một trang trại cây Giáng sinh ở Clarkesville, Georgia. Ông qua đời ở Clarkesville, Georgia.